# Madagascar aux Jeux olympiques d'été de 2016
Madagascar participe aux Jeux olympiques d'été de 2016 à Rio de Janeiro au Brésil du 5 août au 21 août. Il s'agit de sa 12e participation à des Jeux d'été.

## Athlétisme

### Hommes

#### Course
| Athlètes | Compétitions     | Série   | Série | Demi-finales | Demi-finales | Finale  | Finale  |
| Athlètes | Compétitions     | Temps   | Rang  | Temps        | Rang         | Temps   | Rang    |
| -------- | ---------------- | ------- | ----- | ------------ | ------------ | ------- | ------- |
| Kamé Ali | 110 mètres haies | 14 s 89 | 7e    | Éliminé      | Éliminé      | Éliminé | Éliminé |

### Femmes

#### Course
| Athlètes            | Compétitions         | Série         | Série | Demi-finales | Demi-finales | Finale  | Finale  |
| Athlètes            | Compétitions         | Temps         | Rang  | Temps        | Rang         | Temps   | Rang    |
| ------------------- | -------------------- | ------------- | ----- | ------------ | ------------ | ------- | ------- |
| Eliane Saholinirina | 3 000 mètres steeple | 9 min 45 s 92 | 11e   | NC           | NC           | Éliminé | Éliminé |